# Florencia (ort i Kuba)
Florencia är en ort i Kuba.   Den ligger i provinsen Provincia de Ciego de Ávila, i den centrala delen av landet, 400 km öster om huvudstaden Havanna. Florencia ligger 100 meter över havet och antalet invånare är 19 811.
Terrängen runt Florencia är platt åt sydost, men åt nordväst är den kuperad. Runt Florencia är det ganska tätbefolkat, med 60 invånare per kvadratkilometer. Närmaste större samhälle är Chambas, 7,9 km nordost om Florencia. Trakten runt Florencia består till största delen av jordbruksmark.